# Inge Habig
Inge Elisabeth Habig (* 19. Oktober 1923 in Freiburg im Breisgau; † 11. Dezember 2022 in Herdecke a.d. Ruhr) war eine deutsche Kunsthistorikerin und Hochschullehrerin.

## Leben
Inge Habig stammte aus der Ehe des Rechtswissenschaftlers Walter Bappert mit seiner Ehefrau Therese, geb. Schikorski. Nach dem Besuch der Mädchenoberrealschule St. Ursula in Freiburg und Abitur 1941 an der Hindenburg-Mädchenoberrealschule in Freiburg leistete sie einen Kriegshilfedienst. Nach Kriegsende studierte sie Kunstgeschichte und Klassische Archäologie an der Ludwig-Maximilians-Universität München und der Albert-Ludwigs-Universität Freiburg, unter anderem bei Hans Jantzen, Walter Paatz, Kurt Bauch, Ernst Buschor und Walter-Herwig Schuchhardt. In Freiburg absolvierte sie ein Doktoratsstudium der Christlichen Archäologie bei Josef Sauer; 1949 wurde sie zum Dr. phil. promoviert.
Am 4. Oktober 1949 heiratete sie den Druckereiunternehmer Heinrich Habig in Herdecke. Aus dieser Ehe stammen drei Kinder. Nach dem Tod ihres Mannes 1963 studierte sie vom Frühjahr 1965 bis Dezember 1966 an der Pädagogischen Hochschule Ruhr in Dortmund. Nach Absolvierung der ersten Staatsprüfung (1967) und der zweiten Staatsprüfung (1969) war sie als Lehrerin tätig. Sie absolvierte ein berufsbegleitendes Aufbaustudium mit Kunstgeschichte, Christlicher Archäologie und Pädagogik an der Westfälischen Wilhelms-Universität bei Georg Kauffmann, Bernhard Kötting und Rudolf Lassahn und wurde in Münster 1971 mit der Schrift Eucharistische Allegorie im Spätbarock nördlich der Alpen: Phänomenologie der dogmatischen, apologetischen, katechetischen und devotionalen Bildelemente einer kirchlichen Allegorese habilitiert.
Sie wurde 1973 zur Universitätsprofessorin im Fach Kunst und ihre Didaktik an der Universität Dortmund berufen. 1989 wurde sie emeritiert. Sie veröffentlichte mehrere Bücher und zahlreiche Artikel und Aufsätze, zumeist zu Kernthemen der Architektur, des Schulbaus und der Kunstausstellung.
Von 1984 bis 2007 war sie Referentin des Kunsthistorischen Seminars der Katholischen Akademie Schwerte. Sie war über 30 Jahre Mitglied in der Gesellschaft zur Förderung der Katholischen Akademie Schwerte, von 1988 bis 2005 als Vorsitzende, und im Arbeitsausschuss der Katholischen Akademie engagiert. Mehrfach war Habig in der Jury des Kunst- und Kulturpreis der deutschen Katholiken vertreten. 1994 wurde sie in den Kunstbeirat in der Werner Richard – Dr. Carl Dörken Stiftung berufen. Sie war 1984 Gründungspräsidentin des Hagener Clubs Soroptimist International.
1966 wurde Inge Habig von Kardinal-Großmeister Eugène Kardinal Tisserant zur Dame des Ritterordens vom Heiligen Grab zu Jerusalem ernannt und am 22. Februar 1966 im Kölner Dom durch Lorenz Kardinal Jaeger, Großprior der deutschen Statthalterei, investiert. Sie war Komtur-Dame mit Stern des Ordens. Sie war Mitglied im Deutschen Verein vom Heiligen Lande und engagierte sich für zahlreiche Sozialprojekte in Israel, Palästina (Gazastreifen/Westjordanland), Jordanien und Zypern.
Inge Habig starb am 11. Dezember 2022 im Alter von 99 Jahren in Herdecke a. d. Ruhr.

## Ehrungen und Auszeichnungen
- Ernennung zur Dame des Ritterordens vom Heiligen Grab zu Jerusalem (1966)
- Päpstlicher Orden „Pro Ecclesia et Pontifice“ durch Papst Johannes Paul II.
- Päpstlicher Silvesterorden für ihr ehrenamtliches Engagement durch Papst Benedikt XVI. (2006)[3][4]

## Schriften
- Eucharistische Allegorie im Spätbarock nördlich der Alpen (1973)
- Sich ein Bild machen (1982)
- Eucharistie im Spätbarock (1983)
- Der Auftritt des Ästhetischen (1990)
- Transzendenz im Augenschein (2001)
- Räume und Zwischen-Räume (2010)
- Norbert Tadeusz. Allegorische Opfer-Inkarnationen (2011)